# حرب الإبادة

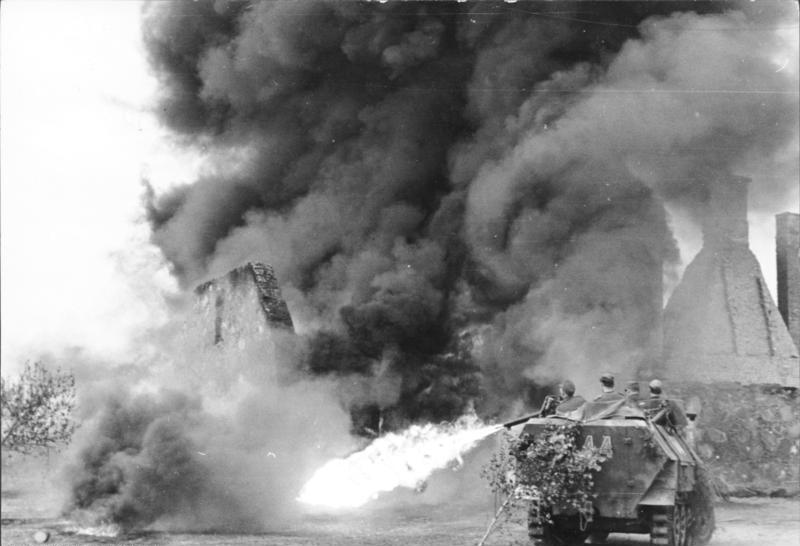

حرب الإبادة (بالألمانية: Vernichtungskrieg)‏ هي نوع من الحرب يكون فيها الهدف هو الإبادة الكاملة لدولة أو شعب أو أقلية عرقية من خلال الإبادة الجماعية أو من خلال تدمير سبل عيشهم. يمكن أن يكون الهدف موجهًا نحو الخارج أو الداخل، ضد عناصر من السكان. الهدف ليس مثل أنواع الحرب الأخرى، أو الاعتراف بأهداف سياسية محدودة، مثل الاعتراف بوضع قانوني (مثل حرب الاستقلال)، أو السيطرة على الأراضي المتنازع عليها (كما في حرب العدوان أو الحرب الدفاعية)، أو الهزيمة العسكرية الكاملة لدولة معادية.

## المميزات
تُعرّف حرب الإبادة بأنها شكل متطرف من أشكال الحرب تُلغى فيه «جميع الحدود النفسية الجسدية».
يرى عالم الاجتماع في هامبورغ يان فيليب ريمتسما أن الحرب، «التي أدت في أسوأ الأحوال إلى تدمير أو حتى القضاء على السكان»، هي جوهر حرب الإبادة. سيتم تحطيم تنظيم الدولة للعدو. هناك سمة أخرى لحرب الإبادة وهي طابعها الأيديولوجي ورفض المفاوضات مع العدو، كما أظهر المؤرخ أندرياس هيلجروبر في مثال عملية باربروسا عام 1941 ضد البلشفية اليهودية. يتم إبطال شرعية الخصم ومصداقيته، ويتم تخفيض رتبته إلى مركز عدو كامل، لا يمكن أن يكون معه أي تفاهم ولكنه يكرس مجمل الشخصية "Volk، Krieg und Politik [als] Triumph der Idee des Vernichtungskrieges" (الناس، الحرب والسياسة [حتى] انتصار فكرة حرب الإبادة).

## تطوير

### الحرب النازية
أفضل مثال معروف لفيرنيشتونجسكريج هو الحرب الألمانية السوفيتية، التي بدأت في 22 يونيو 1941 مع الغزو الألماني للاتحاد السوفيتي. أطلق مؤرخ برلين إرنست نولت هذا في عام 1963 في صيغة مقتبسة كثيرًا باسم «Versklavungs- und Vernichtungskrieg الأكثر فظاعة [حرب الاستعباد والإبادة] المعروفة للتاريخ الحديث» وتمييزها عن «الحرب الطبيعية» ضد فرنسا.
في أطروحته الخاصة بالتأهيل عام 1965، وضع هتلر ستراتيجيز أندرياس هيلجروبر زخارف الدولة النازية القائمة على أساس أيديولوجية عنصرية للحرب ضد الاتحاد السوفيتي:
1. الانقراض المادي للنخبة «اليهودية البلشفية» في البلاد واليهود أنفسهم كجذرهم البيولوجي المفترض
2. الفتح الاستعماري وليبنسراوم للرايخ الألماني و
3. إخضاع السكان السلافيين وتدميرهم.[6]